# Concepció de la Mare de Déu de les Voltes
La Concepció de la Mare de Déu de les Voltes és una església renaixentista del llogaret de les Voltes, al municipi de Riudecols (el Baix Camp), inclosa a l'Inventari del Patrimoni Arquitectònic de Catalunya.

## Descripció
Edifici de planta rectangular, d'una sola nau amb capelles laterals entre els contraforts. La nau és coberta amb volta de canó amb llunetes i les capelles laterals amb voltes de canó. A la façana, molt senzilla, s'obre la porta d'arc de mig punt sense decoració. Damunt d'ella hi ha un ull i al cim una espadanya doble, amb campanes. Recentment s'han posat dos fanals a banda i banda de la porta. Obra de paredat amb reforços de carreus, arrebossada.

## Història
Església actualment sufragània de la de Riudecols, construïda probablement al segle xviii. Les Voltes depenien a les darreries del segle xiii de la parròquia de Sant Bartomeu de la Quadra dels Tascals. El 1787 encara no tenia església pròpia, construïda probablement poc després. Madoz (1849) ja l'esmenta.